# V Liceum Ogólnokształcące im. Stefana Żeromskiego w Gdańsku
V Liceum Ogólnokształcące im. Stefana Żeromskiego w Gdańsku – liceum ogólnokształcące w Gdańsku-Oliwie przy ul. Polanki 130, utworzone 7 maja 1945. Potocznie zwana „Piątką”, jest jednym z najbardziej znanych gdańskich liceów, szkołą o ponad stuletniej tradycji nauczania. W rankingach liceów w ciągu ostatnich 10 lat utrzymywało jedną z trzech najwyższych pozycji wśród liceów Gdańska.

## Oferta edukacyjna w roku szkolnym 2020/21

### Po ukończeniu szkoły podstawowej[2]
- Biologiczno-chemiczno-matematyczna (medyczna, klasa „A”) – przedmioty wiodące: biologia, chemia, matematyka.
- Matematyczno-fizyczno-informatyczna (politechniczna, klasa „B”) – przedmioty wiodące: matematyka, fizyka, informatyka.
- Matematyczno-fizyczno-językowy (politechniczny, klasa „C”) – przedmioty wiodące: matematyka, fizyka, język angielski
- Dwujęzyczna finansowo-biznesowa (klasa „D”) – przedmioty wiodące: matematyka, język angielski na poziomie dwujęzycznym, geografia.
- Uniwersytecka (klasa „E”) – przedmioty wiodące: język polski, historia, wiedza o społeczeństwie.

### Zajęcia pozalekcyjne
- Języki obce do wyboru w klasach „A”, „D” i „E” to angielski i niemiecki, natomiast w klasach „C” i „B” także rosyjski. Ponadto szkoła oferuje możliwość dodatkowej nauki jęz. rosyjskiego, hiszpańskiego, francuskiego, włoskiego, japońskiego, niemieckiego (przygotowanie do uzyskania certyfikatu DSD II) i łaciny niezależnie od profilu.
- W V LO funkcjonują koła zainteresowań: filozoficzne i historii sztuki, Odyseja Umysłu, Maraton Czytelniczy, koło Caritasu, zajęcia na Politechnice Gdańskiej w ramach Akademii ETI, oraz sekcje sportowe koszykówki i siatkówki.
- Partnerami V LO są m.in. Uniwersytet Gdański i Wyższa Szkoła Administracji i Biznesu w Gdyni.
- Szkoła oferuje wiele możliwości rozwoju i umie wynagrodzić swych uczniów – funkcjonuje wiele nagród wewnątrzszkolnych, np. Nagroda im. Ireny Jarockiej za wybitną działalność artystyczną czy im. Janusza Sidło za osiągnięcia sportowe. Od roku szkolnego 2019/2020 funkcjonuje stypendium dla najlepszego humanisty, ufundowane przez Marcina Cejrowskiego.

## Rankingi
W ostatnich latach Gdańska Piątka w Rankingu Liceów sporządzanym przez miesięcznik edukacyjny „Perspektywy” i Rzeczpospolitą, które biorą pod uwagę wyniki matur i sukcesy w olimpiadach, uzyskała następujące wyniki:
| Rok  | Miejsce w województwie | Miejsce w Gdańsku |
| ---- | ---------------------- | ----------------- |
| 2009 | 6.                     | 2.                |
| 2010 | 8.                     | 2.                |
| 2011 | 4.                     | 2.                |
| 2012 | 4.                     | 2.                |
| 2013 | 4.                     | 2.                |
| 2014 | 2.                     | 1.                |
| 2015 | 5.                     | 3.                |
| 2016 | 5.                     | 3.                |
| 2017 | 2.                     | 1.                |
| 2018 | 2.                     | 1.                |
| 2019 | 4.                     | 2.                |
| 2020 | 4.                     | 2.                |
| 2021 | 2.                     | 1.                |
| 2022 | 2.                     | 1.                |
| 2023 | 2.                     | 1.                |
| 2024 | 2.                     | 1.                |

W 2016 roku na podstawie danych Instytutu Badań Edukacyjnych V LO w Gdańsku otrzymało łącznie 7,1 pkt edukacyjnej wartości dodanej: 3 z przedmiotów humanistycznych i 4,1 pkt ścisłych, co dało mu siódmą pozycję w Trójmieście. W 2017 szkoła zajęła 9. lokatę. Osiągnęła 2,3 pkt z przedmiotów humanistycznych i 4,4 ze ścisłych.

## Progi punktowe

### Progi punktowe w 2017
| Klasa                  | Próg punktowy w 2017 r. | Średnia punktów w 2017 r. |
| ---------------------- | ----------------------- | ------------------------- |
| 1A (biol-chem-ang)     | 167,00                  | 177,04                    |
| 1B (mat-fiz-inf)       | 168,80                  | 176,31                    |
| 1C (mat-fiz-ang)       | 171,40                  | 180,59                    |
| 1D-geo (mat-geogr-ang) | 167,00                  | 173,88                    |
| 1D-hist (mat-hist-ang) | 164,40                  | 173,56                    |
| 1E (biol-chem)         | 176,60                  | 187,53                    |

W 2017 V LO zajęło drugie miejsce wśród gdańskich liceów w zestawieniu Collegium Gedanense analizującym wysokość progów punktowych (pierwsza była Topolówka).

### Progi punktowe w 2018
| Klasa                  | Próg punktowy w 2018 r. | Średnia punktów w 2018 r. |
| ---------------------- | ----------------------- | ------------------------- |
| 1A (biol-chem-ang)     | 166,80                  | 178,70                    |
| 1B (mat-fiz-inf)       | 171,00                  | 182,08                    |
| 1C (mat-fiz-ang)       | 168,20                  | 178,56                    |
| 1D-geo (mat-geogr-ang) | 168,20                  | 178,36                    |
| 1D-hist (mat-hist-ang) | 172,60                  | 179,61                    |
| 1E (biol-chem)         | 174,60                  | 184,23                    |

## Historia
O budowie budynku Realgymnasium w Oliwie zadecydowano w 1910, a oddano go do użytku w 1912. Całkowity koszt budowy wynosił 93 869 marek. W 1934 szkole nadano imię Hermanna Göringa.
W lutym 1945, w związku ze zbliżaniem się frontu, przerwano zajęcia. Odbywały się tylko lekcje przysposobienia obronnego. Po wojnie, aby przywrócić budynkowi jego dawną świetność, mieszkańcy Oliwy pomagali przy jego renowacji. Naukę w szkole zainaugurowano 7 maja 1945, zaś w 1946 szkoła przyjęła imię Stefana Żeromskiego. Szkoła podstawowa znajdująca się w tym samym budynku przestała funkcjonować w 1965.
Obecnie liceum mieści 18 oddziałów klasowych, po 5 z klas drugich i trzecich oraz 8 klas pierwszych (4 po podbudowie szkoły podstawowej i 4 po ukończeniu gimnazjum).
17 czerwca 2016 w szkole odbyła się uroczysta sesja Rady Miasta Gdańska z okazji 90. rocznicy włączenia Oliwy do Gdańska.
Budynek wpisany jest do gminnej ewidencji zabytków.

### Dyrektorzy szkoły
- Jan Szwarc[23] (1945, organizator szkoły)
- Bolesław Wojtulewicz (1945–1946)
- Andrzej Skurko (1946–1947)
- Antoni Szwed (1947–1950)
- Maria Mazur (1950–1968)
- Mieczysław Preis (1968–1970)
- Henryk Stella (1970–1990)
- Teresa Głuszczak (1990–2006)
- Elżbieta Piszczek (2006–2021)
- Małgorzata Bąk (od 2021)

## Wybrani absolwenci[24]
- Tomasz Arabski – polityk, minister, ambasador
- Małgorzata Chmiel – polityk, posłanka, radna Gdańska
- Janina Ciechanowicz-McLean – prof. dr hab. nauk prawnych
- Zofia Czerwińska – aktorka
- Jacek Dehnel – poeta, tłumacz, prozaik
- Piotr Jacoń – dziennikarz TVN24, Radia Plus oraz Radia Gdańsk
- Irena Jarocka – piosenkarka
- Bożena Kudrycka – filmoznawczyni, nauczycielka w V LO[25]
- Wojciech Majewski – naukowiec, specjalista inżynierii i gospodarki wodnej[26]
- Monika Milewska – pisarka, eseistka, poetka
- Beata Możejko – historyk, profesor UG
- Lena Góra – aktorka i scenarzystka[potrzebny przypis]
- Andrzej Pelczar – profesor i rektor UJ
- Danuta Popinigis – muzykolog[27]
- Janusz Sidło – sportowiec, mistrz Europy w rzucie dyskiem
- Mateusz Skutnik – rysownik, twórca komiksów
- Andrzej Śramkiewicz – malarz, profesor ASP w Gdańsku
- Jan Tomaszewski – muzyk, kompozytor, brat Marka pianisty z duetu „Marek i Wacek”
- Marek Tomaszewski – muzyk, kompozytor
- Jarosław Wałęsa – polityk, europoseł, poseł (był uczniem, szkołę średnią ukończył w USA[28])
- Jan de Weryha-Wysoczański – artysta rzeźbiarz
- Magdalena Witkiewicz[29] – pisarka powieści obyczajowych i książek dla dzieci
- Bogdan Wojciszke – psycholog społeczny, profesor UG, SWPS i PAN
- Bogusław Wyrobek – muzyk, piosenkarz